# チャカブコ (コルベット)

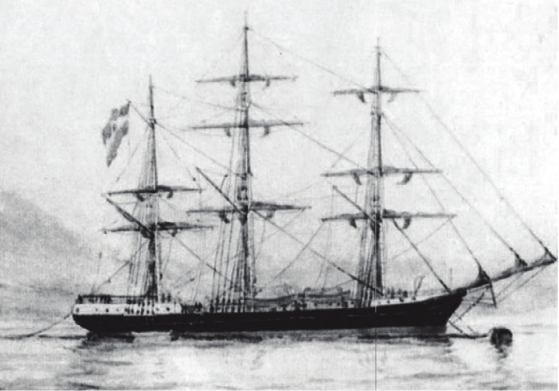
「チャカブコ」

チャカブコ (Chacabuco) はチリ海軍のコルベット。
排水量1101トン、垂線間長218フィート6インチ (66.62m)、幅33フィート4インチ (10.18m)。機関出力1200指示馬力、1軸推進で速力10ノット。兵装は8.2インチ砲3門、70ポンド砲2門、40ポンド砲4門（すべてアームストロング後装砲）であった。
ロンドンのRavenhill造船所で建造。1866年7月竣工。しかし、1865年9月にチリはスペインに宣戦布告していたため（チンチャ諸島戦争）、同型艦「O'Higgins」とともに戦争終結までイギリスで抑留された。
1879年、太平洋戦争が起こる。4月3日、Williams Rebolledo率いる「ブランコ・エンカラダ」、「アルミランテ・コクレーン」、「チャカブコ」他はアントファガスタより出航。4月5日にイキケに着くと、そこの封鎖を行うことを通告した。4月15日にWilliams Rebolledoは「ブランコ・エンカラダ」、「チャカブコ」、「O'Higgins」を率いて南へ向かい、Pabellón de PicaとHuanillosを攻撃。4月18日には「ブランコ・エンカラダ」、「チャカブコ」はPisaguaを砲撃した。
5月16日（15日とも）、Williams Rebolledoは「ブランコ・エンカラダ」、「アルミランテ・コクレーン」、「チャカブコ」などを率い、イキケからカヤオ攻撃に向かう。しかしイキケに着いたときそこには目標とするペルーの装甲艦2隻はおらず、チリ側は攻撃をせずに引き返した。帰路、給炭艦として運用されていた「Matías Cousiño」と合流できなかったことから燃料不足となり、「チャカブコ」と「O'Higgins」は石炭を「ブランコ・エンカラダ」と「アルミランテ・コクレーン」へ移し、その後は帆走するよう命じられた。チリ海軍主力がイキケを離れていたこの間にイキケの海戦が起こっている。
7月6日、ペルーの砲艦「ピルコマヨ」がTocopillaなどを攻撃。そこに現れた「ブランコ・エンカラダ」と「チャカブコ」は「ピルコマヨ」を追跡するも、逃した。
11月28日から「チャカブコ」は他艦と共にアリカ封鎖を開始。12月初めに「アルミランテ・コクレーン」がアリカに来ると、「チャカブコ」はIloの封鎖に移った。
1880年9月から11月にかけてPatricio Lynch率いる部隊によるペルー北部沿岸襲撃が行われ、その際「チャカブコ」は兵士を運ぶ輸送船「Itata」、「Copiapó」を護衛した。
11月時点で、「チャカブコ」はカヤオ封鎖にあたっている。12月11日にペルーのモニター「アタワルパ」がカヤオから出てきた際には、「ワスカル」などと共に戦闘に加わった。
「チャカブコ」は1890年に兵装が撤去され、ハルクとされた。